# Roncourt (Vosges)
Pour les articles homonymes, voir Roncourt.
Roncourt est une ancienne commune du département des Vosges réunie à celle d'Hagnéville-et-Roncourt en 1978.

## Toponymie
Anciennes mentions : Rodinocurte (xie siècle), Villa Rodoniscurtis (xie siècle ou xiie siècle), Roncort (1278 et 1292), Roncourt (1340), Roncourt-sous-Beauffremont (1779).

## Histoire
Roncourt a fait partie du bailliage de Vôge (duché de Lorraine), puis de celui de Bourmont (duché de Bar) sous la coutume de Lorraine.
En 1202, Thibaut, comte de Bar, établit sur les habitants de Roncourt une redevance par laquelle celui qui possédait deux journaux de terre était obligé de payer 2 sous, 2 septiers d'avoine et 2 poules. Édouard, aussi comte de Bar, accorda aux habitants de ce lieu la faculté de couper et arracher certaines bornes et épines sur leurs héritages, et de relever leurs fossés. Etienne Menu fut seigneur de ce lieu par donation d'un Lignéville, du 25 septembre 1583, et fit ses reprises de cette terre le 17 décembre suivant. En 1628, M. de Gournay évêque de Scythie suffragant de Toul, permit de faire les fonctions pastorales dans l'église de Roncourt.
Le 1er janvier 1978, la commune de Roncourt est fusionnée avec celle d'Hagnéville, ; Roncourt est désormais un hameau de la commune d'Hagnéville-et-Roncourt.

## Démographie
| 1793 | 1800 | 1806 | 1821 | 1831 | 1836 | 1841 |
| ---- | ---- | ---- | ---- | ---- | ---- | ---- |
| 68   | 65   | 82   | 75   | 77   | 73   | 65   |

| 1846 | 1856 | 1861 | 1866 | 1876 | 1881 | 1886 |
| ---- | ---- | ---- | ---- | ---- | ---- | ---- |
| 78   | 58   | 54   | 58   | 62   | 57   | 55   |

| 1891 | 1896 | 1901 | 1906 | 1911 | 1921 | 1926 |
| ---- | ---- | ---- | ---- | ---- | ---- | ---- |
| 50   | 55   | 52   | 47   | 43   | 46   | 48   |

| 1931 | 1936 | 1946 | 1954 | 1962 | 1968 | 1975 |
| ---- | ---- | ---- | ---- | ---- | ---- | ---- |
| 48   | 46   | 39   | 34   | 23   | 21   | 18   |

## Patrimoine
- Château de Roncourt (XVIIIe siècle);
- Église de l'Assomption-de-Notre-Dame (1854).

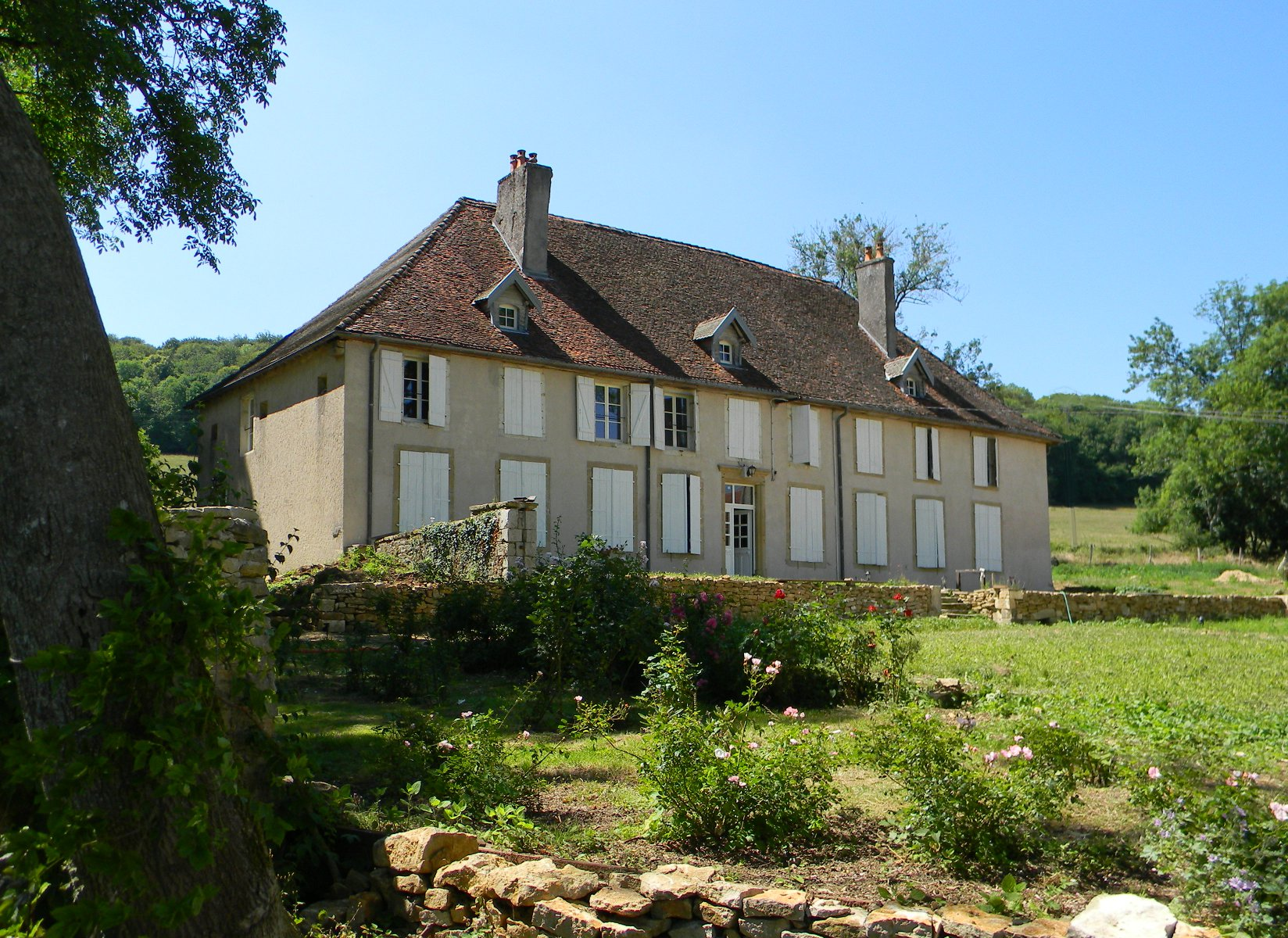
Château de Roncourt
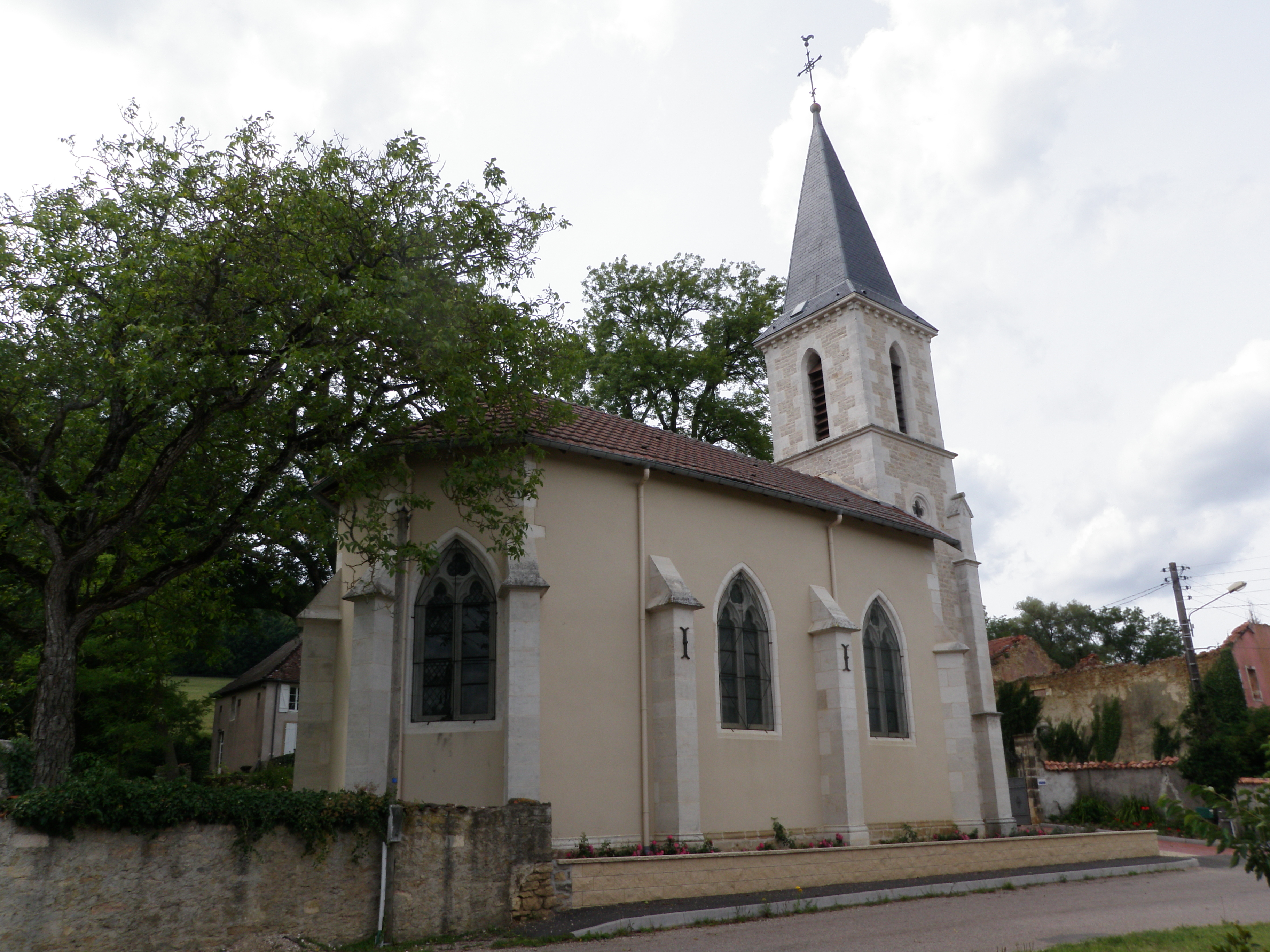
Église de l'Assomption-de-Notre-Dame de Roncourt